# Ivan Della Mea
Ivan Della Mea (nombre de nacimiento, Luigi Della Mea, Lucca, 16 de octubre de 1940 – 14 de junio de 2009) fue un novelista, periodista, cantautor y activista político italiano.

## Biografía
Nacido en Lucca pero su familia se trasladó a Milán cuando era niño. Trabajó en una fábrica, aunque eventualmente empezó a trabajar en el pequeño periódico Stasera.
En 1956 se unió al Partido Comunista de Italia (PCI). Comenzó su carrera como cantante y compositor ese mismo año. En la década de los 60, se unió a la Nuova canzone politica italiana y se fue muy activo en la revista Nuovo Canzoniere Italiano. Como escritor, publicó algunos trabajos entre la década de los 80 y 90, incluidas tres novelas. Con su hermano, el activista político Luciano Della Mea, escribió Il Grandevetro y trabajó en los diarios l'Unità y Liberazione.

## Discografía
Álbumes
- Io so che un giorno (1966, LP)
- Il rosso è diventato giallo (1979, LP)
- La balorda (1972, LP)
- Se qualcuno ti fa morto (1972, LP)
- Ringhera (1974, LP)
- Fiaba grande (1975, LP)
- La piccola ragione di allegria (1978, LP)
- Sudadio giudabestia (1979, LP)
- Sudadio giudabestia 2 (1980, LP)
- Karlett (1983, LP)
- Ho male all'orologio (1997, CD)
- La cantagranda forse walzer (2000, CD)

EP y 45 rpm
- Ballate della violenza (1962, EP)
- Ho letto sul giornale (1964, EP)
- La mia vita ormai (1965, EP)
- O cara moglie/Io ti chiedo di fare all'amore (1966, 45 rpm)
- Ciò che voi non-dite/La linea rossa (1967, 45 rpm, with G.Marini)
- La nave dei folli (EP, 1972)

## Literatura
Works of Ivan Della Mea:
- Il sasso dentro (1990; Interno Giallo editions)
- Se nasco un'altra volta ci rinuncio (1992; Interno Giallo editions)
- Sveglia sul buio (1997; Est editions)